# Résistance nationale du Mozambique
La Résistance nationale du Mozambique (en portugais : Resistência Nacional Moçambicana), abrégé en RENAMO, est un parti politique mozambicain de droite nationaliste, libéral et conservateur.
Elle est issue de la transformation en force politique de la guérilla armée du même nom en 1992, à la fin de la guerre civile et après l'introduction du multipartisme. Dirigée pendant quatre décennies par Afonso Dhlakama, mort en 2018, elle est présidée depuis par Ossufo Momade.

## Histoire
Dans les années 1970, les anciens colons blancs de Rhodésie du Sud (futur Zimbabwe) voient d'un mauvais œil l'arrivée de Noirs au pouvoir dans un État voisin via le Frente de Libertação de Moçambique ou FreLiMo. La Rhodésie a créé Renamo avec des transfuges du FRELIMO en 1975. Les guérilleros de la Renamo sont soutenus logistiquement et entraînés par l'Afrique du Sud et la Rhodésie du Sud, financièrement les États-Unis aident à leur armement[réf. nécessaire]. Les méthodes de la Renamo sont brutales, de nombreux cas de violation des Droits de l'homme des civils sont recensés.
En 1984, le gouvernement d'Afrique du Sud, toujours sous le régime de l'apartheid propose au gouvernement de Maputo d'arrêter de soutenir la Renamo si les membres du mouvement de libération de l'ANC, en exil sur son sol sont expulsés. Le FreLiMo accepte cette offre mais l'Afrique du Sud ne tient pas ses promesses et continue à aider la Renamo financièrement et logistiquement.
Le 28 août 1985, le quartier général de la Renamo subit une attaque conjointe des forces zimbabwéennes et du gouvernement mozambicain.
Le président mozambicain et chef du FreLiMo Samora Machel est tué fin 1986 alors que son avion volait au-dessus du territoire sud-africain. Cette même année, la Renamo perd son quartier général, situé dans la région montagneuse de Gorrongosa, à la suite d'une offensive de l'armée mozambicaine. L'ONU s'implique dans le conflit et obtient la fin de la guerre civile en 1992 et met en place une force d'interposition nommée ONUMOZ jusqu'en 1994.
Depuis la fin de la guerre civile, la Renamo s'est transformée en parti politique avec un programme conservateur sous le nom Renamo-UE (Renamo-União eleitoral) et en gardant le même chef : Afonso Dhlakama. Dhlakama s'est fait battre à trois reprises aux élections présidentielles : en 1994 et en 1999 par le président sortant Joaquim Chissano par 53 % contre 47 % puis 52,3 % contre 47,7 % et en 2004 face à Armando Guebuza par 63,7 % contre 36,3 %. Dans les deux derniers cas, la Renamo a dénoncé des fraudes électorales. Ces fraudes sont reconnues par certains observateurs internationaux mais ne semblent pas avoir pu changer l'issue du scrutin. La Renamo a menacé de revenir aux armes mais peu croient à la crédibilité de cette menace : la Renamo n'a plus aucun soutien financier, ni logistique et encore moins militaire. Aux premières élections législatives auxquelles elle participe, en 1994, la Renamo récolte 112 sièges sur 250, 117 en 1999, et 90 en 2004.
Le 3 mai 2018, Afonso Dhlakama meurt d'une crise cardiaque ou des suites de son diabète. À la suite de la mort de Dhlakama, Ossufo Momade (en) occupe le poste de président du parti.
Lors des élections présidentielle et législatives de 2024, la Renamo subit un lourd revers. La Renamo, comme d'autres partis ou organisations, dénonce des fraudes lors de ces élections mais son candidat à l'élection présidentielle, Ossufo Momade, arrive en troisième position avec 5,8 % des voix, loin derrière Venâncio Mondlane qui a quitté le parti en juin pour se présenter en indépendant et obtient plus de 20 % des voix. Le résultat aux élections législatives est tout aussi mauvais : la Renamo n'obtient que 20 sièges sur 250 contre 60 aux élections de 2019 et devient la troisième force politique du pays.

### Drapeaux historiques

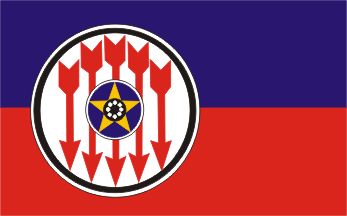
Premier drapeau du RENAMO
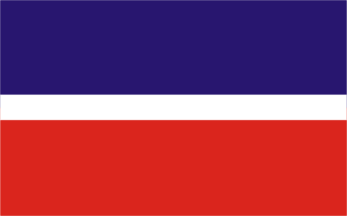
Second drapeau du RENAMO

## Résultats électoraux

### Élections présidentielles
| Année | Candidat           | Voix      | %     | Rang |
| ----- | ------------------ | --------- | ----- | ---- |
| 1994  | Afonso Dhlakama    | 1 666 965 | 33,73 | 2e   |
| 1999  | Afonso Dhlakama    | 2 133 655 | 47,71 | 2e   |
| 2004  | Afonso Dhlakama    | 998 059   | 31,74 | 2e   |
| 2009  | Afonso Dhlakama    | 650 679   | 16,41 | 2e   |
| 2014  | Afonso Dhlakama    | 1 783 382 | 36,61 | 2e   |
| 2019  | Ossufo Momade (en) | 1 356 786 | 21,48 | 2e   |
| 2024  | Ossufo Momade      | 448 738   | 6,62  | 3e   |